# Sillerberget
Sillerberget är ett naturreservat i Ljusdals kommun i Gävleborgs län.
Området är naturskyddat sedan 2009 och är 48 hektar stort. Reservatet omfattar norra sluttningen av Sillerberget till stranden av Sillersjön består av granskog med inslag av lövträd. 